# Bistum Cork und Ross
Das Bistum Cork und Ross (irisch: Deoise Chorcaí agus Rosa, lateinisch: Dioecesis Corcagiensis et Rossensis) ist eine in Irland gelegene römisch-katholische Diözese mit Sitz in Cork.

## Geschichte

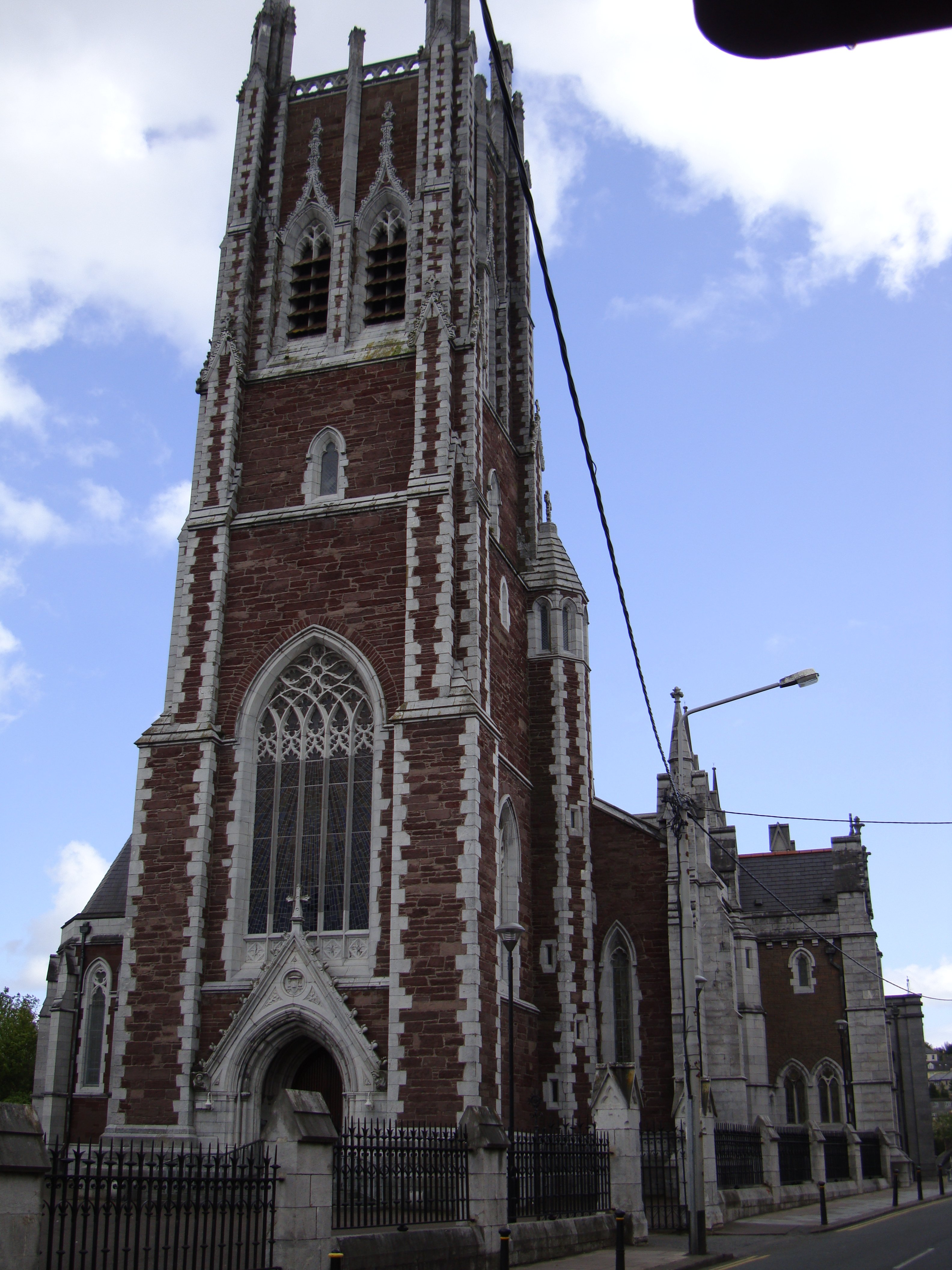
Kathedrale St. Mary und St. Anne in Cork

Das Bistum Cork wurde im 7. Jahrhundert errichtet. 1152 wurde das Bistum Cork dem Erzbistum Cashel und Emly als Suffraganbistum unterstellt. Am 19. April 1958 wurde das Bistum Cork mit dem im 6. Jahrhundert gegründeten Bistum Ross ex aequo principaliter vereinigt. (Auf der Karte der Kirchenprovinz ist das Territorium des Bistums Cork in hellerem Orange, das Territorium des einstigen Bistums Ross in dunklem Orange eingezeichnet.)

## Ordinarien

### Bischöfe von Cork
- Walterius, 1327[1]
- Dermot McGrath, 1580–…
- Peter Creagh, 1676–1693, dann Erzbischof von Dublin
- John Baptist Sleyne, 1693–1712
- Donough McCarthy, 1712–1726
- Teige McCarthy Rabagh, 1727–1747
- Richard Walsh, 1748–1763
- John Butler, 1763–1787
- Francis Moylan, 1787–1815
- John Murphy, 1815–1847
- William Delany, 1847–1886
- Thomas O’Callaghan OP, 1886–1916
- Daniel Cohalan, 1916–1952
- Cornelius Lucey, 1952–1958

### Bischöfe von Cork und Ross
- Cornelius Lucey, 1958–1980
- Michael Murphy, 1980–1996
- John Buckley, 1997–2019
- Fintan Gavin, seit 2019